# Umeå IK
El Umeå Idrottsklubb, conocido simplemente como el Umeå I. K. F. F. es una entidad polideportiva con sede en la ciudad de Umeå, Suecia. Fue fundado el 20 de julio de 1917 con el objeto de la práctica del fútbol —su práctica principal—, el esquí y el hockey, alternando sus prácticas según la época anual, para unirse a la Confederación Sueca de Deportes (en sueco: Riksidrottsförbundet) a mediados de 1919. No fue sin embargo hasta 1923 cuando se creó oficialmente la sección futbolística, y hasta 1985 cuando nace la sección femenina y que es en la actualidad su equipo referente.
Disputa la Elitettan —segunda máxima división nacional del fútbol sueco femenino— tras perder la primera categoría en 2016, hecho que no se producía desde 1996, siendo uno de los conjuntos históricos del país. En sus participaciones en la máxima categoría de la Damallsvenskan ha obtenido un total de siete campeonatos, a dos de situarse como el más laureado de la competición, complementados con cuatro títulos de la Copa de Suecia. A sus éxitos nacionales se suman a nivel internacional dos títulos de la Liga de Campeones Femenina de la UEFA —la más prestigiosa competición de clubes a nivel europeo—, y tres subcampeonatos que le colocan como el mejor club sueco de su historia.
Su estadio el Gammliavallen fue inaugurado en 1925, y tiene al negro y al amarillo como sus colores representativos.

## Historia
La sección deportiva del fútbol femenino del club comenzó a participar en 1985; y alcanza la Primera división en 1996, sin embargo, descienden de categoría para volver al año siguiente y desde entonces (1998) mantenerse en la división de élite.
A lo largo de su existencia, ha logrado alzarse con la primera división siete veces entre el 2000 y el 2010. También logró el mayor laudo continental, al ganar la Copa de la UEFA Femenina dos veces, en 2003 y 2004.

## Estadio

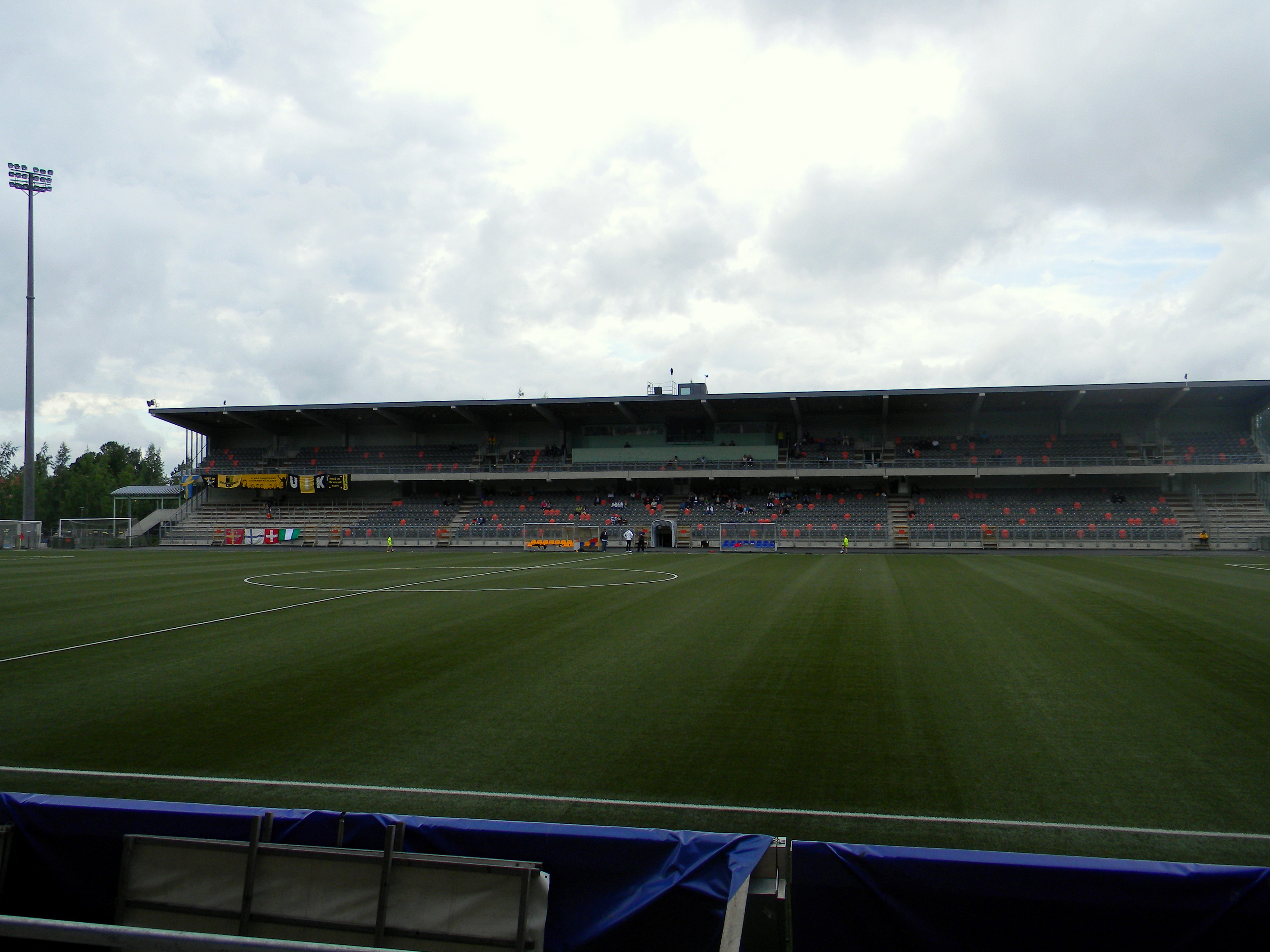
Imagen del estadio.

El club hace de local en el Gammliavallen, estadio de césped artificial con capacidad para 10 000 personas, aunque no es dueño del mismo, el propietario del recinto es el municipio de Umeå.

## Datos del club
Para los detalles estadísticos del club véase Estadísticas del Umeå Idrottsklubb

### Denominaciones
A lo largo de su historia, el club ha mantenido siempre su denominación. Sin embargo en el año 2011 la asociación Umeå Idrottsklubb FotbollsFlicka asumió todas las funciones del club continuando su historia.
A continuación se listan las distintas denominaciones de las que ha dispuesto el club a lo largo de su historia:
- Umeå Idrottsklubb: (1917-2011) Nombre tras su nacimiento.
- Umeå Idrottsklubb FotbollsFlicka: (2011-Act.) Adopción de funciones de la asociación.

### Trayectoria y palmarés resumido
- Temporadas en Primera División: 16.
- Mejor puesto en la liga: 1.º
- Peor puesto en la liga: 12.º

## Palmarés

### Torneos nacionales
- Damallsvenskan (7): 2000, 2001, 2002, 2005, 2006, 2007, 2008.
  - Subcampeón de la Damallsvenskan (3): 2003, 2004, 2009.
- Svenska Cupen (4): 2001, 2002, 2003, 2007.
  - Subcampeón de la Svenska Cupen (5): 2004, 2005, 2006, 2008, 2009.
- Svenska Supercupen (2): 2007, 2008.
  - Subcampeón de la Svenska Supercupen (2): 2009, 2010.
- Elitettan (2): 2019, 2021.

### Torneos internacionales
- Liga de Campeones Femenina de la UEFA (2): 2002-03, 2003-04.
  - Subcampeón de la Liga de Campeones Femenina de la UEFA (3): 2001-02, 2006-07, 2007-08.

## Nota
1. ↑  Dominan el palmarés los nueve títulos del Fotboll Club Rosengård.